# Ho creduto a me
Ho creduto a me è un singolo della cantante italiana Laura Pausini, estratto dall'undicesimo album in studio Simili e pubblicato il 26 agosto 2016 esclusivamente in Italia come quarto singolo.

## Descrizione
Il brano è stato scritto da Niccolò Agliardi e musicato da Massimiliano Pelan. Nel testo ritorna uno dei temi più cantati e più sentiti da Laura. L'indipendenza, l'autonomia, la capacità di riuscire a prendere decisioni da sola, anche quando il mondo intorno sembra spingerci verso direzioni opposte. Nonostante la paura, nonostante l'insicurezza, nonostante tutto. La Pausini ha dichiarato: 
La canzone è stata inoltre adattata e tradotta in lingua spagnola da Laura Pausini con il titolo He creído en mí, inserita nell'album Similares ed estratta come quarto singolo in America Latina.

## Video musicale
Il videoclip (in lingua italiana e in lingua spagnola) è stato diretto dai registi Leandro Manuel Emede e Nicolò Cerioni e girato a Miami.
Un pezzo del videoclip è presente nel cortometraggio Simili The Short Film, contenuto nel DVD della versione Deluxe dell'album Simili/Similares.
Un'anteprima di trenta secondi del videoclip in italiano è stato trasmesso il 1º settembre 2016 dal TG2 delle 13:00. Lo stesso giorno viene pubblicato sul sito web del Corriere della Sera. Dal giorno seguente, il videoclip è reso disponibile attraverso il canale YouTube della Warner Music Italy, mentre quello in lingua spagnola l'11 gennaio 2017.

## Pubblicazioni
Ho creduto a me viene inserita nella doppia compilation Love 2017, realizzata da Radio Italia e in una versione Live (Medley Rock video) nel DVD di Fatti sentire ancora/Hazte sentir más del 2018.
Ho creduto a me e He creído en mí (insieme alla versione strumentale) vengono pubblicati nel box The Singles Collection - Volume 4 edito dalla Atlantic Records nel 2019, commercializzato attraverso il fan club ufficiale dell'artista Laura4u.

## Formazione
- Laura Pausini – voce
- Dan Warner – chitarra elettrica, chitarra acustica
- Riccardo Lopez Lalinde – chitarra elettrica, chitarra acustica, programmazione
- Guillermo Vadala – basso
- Lee Levin – batteria
- Julio Reyes Copello – strumenti ad arco, arrangiamento, programmazione
- Carlos Fenando Lopez – strumenti ad arco, arrangiamento
- The City of Prague Philharmonic Orchestra – orchestra